# アレクサンダー・マロフェーエフ
アレクサンダー・ドミトリエビッチ・マロフェーエフ（ロシア語: Александр Дмитриевич Малофеев、ラテン文字転写例: Alexander Dmitrievitch Malofeev、2001年10月21日 - ）はモスクワ生まれのロシア人ピアニスト。

## 人物
5歳でピアノを始める。7歳までにチャイコフスキー、ショスタコーヴィチ、マーラー、ラフマニノフ、プロコフィエフの音楽に興味を持つようになる。
2014年、N・P・オシポフ子供音楽学校を優等で卒業。グネーシン州立音楽大学にて、エレナ・ベリョズキナに師事し、2019年に卒業。現在、モスクワ音楽院に在学し、2020年までロシア人民芸術家であるセルゲイ・ドレンスキーのより指導を受け、2020年以来はパーヴェル・ネルセシアンに師事している。

## 受賞歴
2014年、若い音楽家のためのチャイコフスキー国際コンクールで国際的に認められ、最優秀賞と金メダルを獲得 。
2016年、彼はモスクワで開催された第1回グランドピアノコンクール–若いピアニストのための国際コンクールでグランプリを受賞。
2019年、マロフィーエフは第1回中国国際音楽コンクールで2位となり銀メダルを獲得。
他にも数多くの国際的な賞を受賞 。
2017年4月にイタリアで開催されたブレシアとベルガモの国際ピアノフェスティバルのオープニングで、彼は「Premio Giovane Talento Musicale dell'anno 2017」（2017年のベストヤングミュージシャン）を受賞。

## 2022年ロシアのウクライナ侵攻の影響
2022年2月にロシアがウクライナに侵攻した影響を受け、モントリオールとバンクーバーでのコンサートがキャンセルとなった。
本人はFacebookで政治的な理由でのキャンセルを詫びており、「誰もが予測できなかった血なまぐさい決定により、全てのロシア人が何十年ものあいだ罪悪感を感じるだろう」(3月3日)と嘆いている。個人的に接している人々は「恐怖」の感情を持っており、声明を求められているがロシアの家族に影響が及ぶ心配があること、親族がウクライナに住んでおり、心痛であることも綴っている（3月8日）。
共演予定であったモントリオール交響楽団のCEOが取材に応じており、開催を阻止する市民運動に対峙したこと、コンサート中の警備計画やマロフィーエフを保護するための措置など検討したが、危険であると判断したことを説明した。既にカナダに入国していたマロフィーエフのケアもしていたという。しかしコンサート中止が国際的な非難を招き、楽団内からも異論があったことから「芸術家が戦争を支持しない限り、ボイコットをしない」という決定に至っている。